# تيري كوران
تيري كوران (بالإنجليزية: Terry Curran)‏ هو لاعب كرة قدم بريطاني، ولد في 20 مارس 1955 في غرب يوركشير في المملكة المتحدة. لعب مع أتفدابيرجس وديربي كاونتي وشيفيلد وينزداي وشيفيلد يونايتد وغريمسبي تاون ونادي إيفرتون ونادي بانيونيوس ونادي بوري ونادي تشيسترفيلد ونادي دونكاستر روفرز ونادي ساوثهامبتون ونادي سندرلاند ونوتينغهام فورست وهال سيتي وهدرسفيلد تاون.